# Ronda da Madrugada
A banda Ronda da Madrugada é um conjunto musical fundado em 1998 na freguesia de Santo Espírito, concelho de Vila do Porto, ilha de Santa Maria, Açores, Portugal, constituído totalmente por amadores, e que se dedica à recolha e composição de temas que registam a fusão da música tradicional açoriana com o estilo Folk-rock.

## Origem
Em 1998, Ernesto ‘Bica’, emigrado no Canadá entre 1990 e 1995, decidiu continuar a dedicar-se à música popular e, juntamente com Roberto Freitas, organizou várias noites de convívio na Casa do Povo de Santo Espírito, criando-se assim o protótipo daquilo que viria a ser a Ronda da Madrugada.

## Objetivos
Nos seus mais de 20 anos de existência, a banda Ronda da Madrugada tem tentado, com persistência e talento, refinar a linha musical do Folk-rock, em Portugal, promovendo a fusão da tradicionalidade da música mariense e dos Açores, com os sons do mundo.

## Formação
A banda Ronda da Madrugada, cuja quase totalidade dos elementos são naturais e residentes na ilha de Santa Maria, é compostos por Ernesto ‘Bica’ Sousa (voz, acordeão), Roberto Freitas (voz, guitarra acústica), Carlos ‘Káki’ Sousa (guitarra elétrica), Roberto Furtado (bateria), Pedro Machado (flautas, bandolim) e Lénio Andrade (baixo elétrico).

## Atuações e Colaborações
Através da sua música e dos concertos ao vivo realizados um pouco por todo o mundo, a banda Ronda da Madrugada tem sido uma embaixadora da cultura açoriana, nos EUA e no Canadá (países nos quais existem fortes presenças de comunidades com origens açorianas), bem como em Cabo Verde, Marrocos, Tunísia e Espanha.
A nível nacional, a banda conta com vários concertos, nomeadamente nos principais festivais de música folk/celta, destacando-se a sua presença, enquanto cabeça-de-cartaz no XXIII Festival Sete Sois Sete Luas, em 2015.
Nos Acores, a banda já participou nos grandes eventos musicais, tais como, no Festival Maré de Agosto (Santa Maria), Semana do Mar (Faial), Festival Monte Verde (São Miguel), Festas da Praia (Terceira), Sanjoaninas (Terceira), entre outros.
Foram várias as participações especiais em estúdio e ao vivo da Ronda da Madrugada com outros artistas tais como Paula Oliveira (Hot Clube de Portugal), Janelo da Costa (Kussondulola), Paulo Tato Marinho (Gaiteiros de Lisboa) e Zeca Medeiros.

## Distinções
- "Traditional Performance", 2019, IPMA – International Portuguese Music Awards[6]
- "People’s Choice Award", 2019, IPMA – International Portuguese Music Awards[6]

## Discografia

### Álbuns de estúdio
- "Rondas", 1999 (CD), Branditmusic
- "Longa Viagem", 2003 (CD), Branditmusic
- "Hoje", 2011 (CD), Branditmusic
- "Vintena", 2018 (EP), Branditmusic
- "Rondas", 1999 (CD), Branditmusic

### Álbuns ao vivo
- "Maré", 2020 (CD)

## Filmografia
- "Ronda – 20 Anos", 2020[7]